# Иванова-Сергеева, Светлана Сергеевна
Светлана Сергеевна Иванова-Сергеева (1976, Иркутск) — российская актриса

 театра и кино, театральный режиссёр, педагог.
Родилась в 1976 году в Иркутске. Ещё в школьные годы активно играла в любительском театре, в 15 лет поступила в Иркутское театральное училище, по окончании получила специальность «Актёр драматического театра» (руководитель курса В. А. Товма). После училища вместе со своим однокурсником Иваном Вырыпаевым уехала на Камчатку и работала в Театре драмы и комедии. Художественным руководителем театра в то время был Виктор Рыжаков, так и сложился крепкий союз режиссёра, драматурга и актрисы, успешно проявляющий себя и по сей день.
В 2001 году переехала в Москву. Работала в театрах «Практика», Театр.doc, Центре имени Вс. Мейерхольда, МХТ им. Чехова.
С 2015 года — актриса МХТ им. Чехова. Преподает на курсе Виктора Рыжакова в Школе-студии МХАТ.
В 2008 году окончила режиссёрский факультет Театрального института им. Бориса Щукина.

## Роли в кино
- сериал «Краткий курс счастливой жизни» — Лиза, жена Петра
- сериал «Лесник» — Люся Трошкина (эпизод)

## Режиссёрские работы
- «Ёжик и медвежонок», театр «Практика»
- «Лафкадио», театр «Мастерская»
- «Иллюзии», независимый театральный проект «ЧЕТЫРЕ»
- «Холодное сердце», Театр им. Комиссаржевской
- «Человек.doc. Олег Кулик. Игра на барабанах», театр «Практика»

## Актёрские работы
- «Валентинов день», реж. Виктор Рыжаков — Валентина (Театр.doc)
- «Norway.today» («Норвегия сегодня»), реж. Георг Жено — Юлия (Театр.doc)
- «Бытие № 2», реж. Виктор Рыжаков — жена Лота/Антонина Великанова (театр «Практика» совместно с Театр.doc)
- «Рыдания», реж. Виктор Рыжаков — моноспектакль (Театр «Практика»)
- «Хлам», реж. Марат Гацалов — Ира, Лена (Центр драматургии и режиссуры Алексея Казанцева и Михаила Рощина)
- «Урод», реж. Рамин Грей (Театр «Практика»)
- «Боги пали, и нет больше спасения», реж. Виктор Рыжаков — мать (Центр имени Вс. Мейерхольда)
- «Саша, вынеси мусор», реж. Виктор Рыжаков — Катя (Центр имени Вс. Мейерхольда)
- «Марина», реж. Евгения Беркович — Марина (Гоголь-центр)
- «Пьяные», реж. Виктор Рыжаков — Лора (МХТ им. Чехова)
- «19.14», реж. Александр Молочников — Дезире (МХТ им. Чехова)
- «Иллюзии», реж. Виктор Рыжаков (МХТ им. Чехова)
- «Мефисто», реж. Адольф Шапиро — Дора Мартин (МХТ им. Чехова)
- «Бунтари», реж. Александр Молочников (МХТ им. Чехова)
- «Дом», реж. Сергей Пускепалис — Ветрова (МХТ им. Чехова)
- «Иллюзии», реж. Иван Вырыпаев (Театр «Практика»)
- «Dreamworks**Мечтасбывается», реж. Виктор Рыжаков — Мэрил (МХТ им. Чехова)

## Призы и награды
- Приз за лучшую женскую роль на фестивале спектаклей по современным пьесам «Новая драма» (спектакле «Бытие № 2», 2005 г.)
- Приз за лучшую женскую роль на фестивале «Текстура» (спектакль «Боги пали и нет больше спасения», 2011 г.)